# Warkocz kometarny

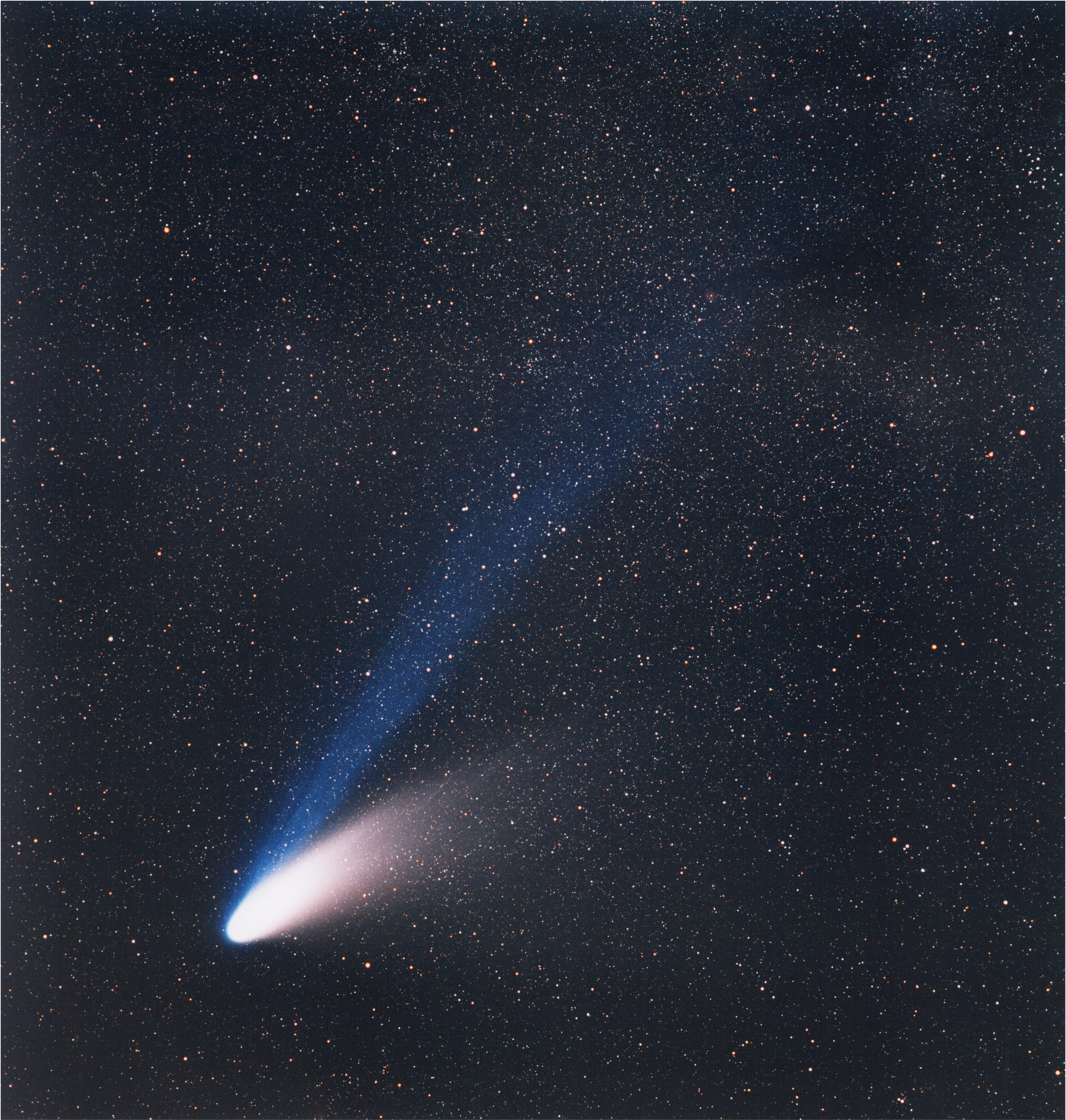
Zdjęcie przedstawiające kometę Hale-Boppa z 1997 roku. Niebieska smuga to warkocz jonowy, a biały to pyłowy

Warkocz kometarny – strumień gazów i pyłu wydobywający się z komety pod wpływem oddziaływania wiatru słonecznego. Z uwagi na różnorodność wydobywających się z komety substancji, posiada ona dwa odrębne warkocze – jonowy oraz pyłowy, z których każdy skierowany jest w innym kierunku.
Warkocz jonowy komety, wyróżniający się niebieskim odcieniem, skierowany jest w stronę przeciwną do Słońca zgodnie z kierunkiem rozchodzenia się wiatru słonecznego. Świeci głównie własnym światłem, ale część światła słonecznego odbija. Zbudowany jest głównie z częściowo zjonizowanego gazu i bardzo drobnego pyłu. Osiąga długość od kilku do kilkuset milionów km.
W białawym warkoczu pyłowym cząstki osiągają mniejsze prędkości niż w warkoczu jonowym i z tego powodu jest on bardziej zakrzywiony.